# Ernst Heinkel
Ernst Heinrich Heinkel (Grünbach, Alemania, 24 de enero de 1888 - Stuttgart, Alemania, 30 de enero de 1958) fue un diseñador y fabricante de aviones alemán.

## Biografía
Heinkel nació en Grünbach, localidad del actual estado federado de Baden-Wurtemberg. De joven trabajó como aprendiz de maquinista en una fundición. Estuvo inicialmente interesado en la aviación con una fascinación por los zeppelines. Estudió ingeniería aeronáutica durante cuatro años en el Instituto Técnico de la Universidad de Stuttgart y en 1909 asistió a la Muestra Aérea Internacional en Fráncfort. Al año siguiente, construyó su primer avión, trabajando con base en planos sistemáticos diseñados por el francés Henri Farman, con el que tuvo un grave accidente al estrellarse e incendiarse el aparato en cuestión, lo que le conllevó graves secuelas físicas para el resto de su vida.
En seguida ganó un empleo en la Luft-Verkehrs- Gesellschaft LVG, constructora del avión de Farman. De allí, se vinculó a Albatros Flugzeugwerke, donde Heinkel diseñó el Albatros B.I y su desarrollo posterior, el Albatros B.II, un avión biplano de reconocimiento usado durante las primeras etapas de la Primera Guerra Mundial. El Albatros poseía una ventaja de diseño táctico sobre sus contemporáneos: un motor a pistón en línea en contraste con los motores rotatorios típicos de los biplanos y triplanos de la época. Esta ventaja eliminaba la tendencia al cabeceo hacia un lado que manifestaban los aviones tradicionales, lo cual mejoraba en gran manera el arte de volar en un avión de guerra. A comienzos de 1914, después de dejar Albatros, Heinkel diseñó varios hidroaviones y aviones para la compañía Hansa-Brandenburg, como el Hansa-Brandenburg B.I y el Hansa-Brandenburg KDW.
En 1922 trabaja en la compañía de construcción de aviones refundada ese mismo año por el Dr. Karl Caspar que anteriormente había fundado en 1911 la firma Zentrale für Aviatik  diseñando los hidroaviones Caspar U.1 y Caspar S.1 antes de abandonar dicha firma. 
Con la experiencia adquirida, decide enfocarse en 1923 a crear la compañía que haría historia en la Aviación: Ernst Heinkel Flugzeugwerke AG, ubicada en Warnemünde (en el actual estado federado Mecklemburgo-Pomerania Occidental). El primer diseño realizado por la compañía fue el Heinkel He 1, un monoplano de ala baja provisto de dos flotadores. Para soslayar las restricciones impuestas a la fabricación alemana de aviones por el Tratado de Versalles (1919), de instalar en los aviones alemanes motores de más de 60 cv, el He 1 fue construido en Suecia por la compañía Svenska Aereo AB y suministrado a la armada sueca como S1. Con una versión mejorada (He 2), el 25 de agosto de 1924 Heinkel obtuvo su primer récord mundial alcanzándose una altitud de 5.690 m con una carga útil de 250 kg. 
En Alemania, instaló una catapulta en la cubierta del buque alemán Ostmark matriculado en Bremen (en realidad una gabarra o barcaza) para aviones Dornier Do 18 de servicio postal. 
Heinkel era apasionado del vuelo de alta velocidad y aficionado a explorar formas alternativas de propulsión para aviones. Donó un avión a Wernher von Braun, quien investigaba la propulsión por cohete para avión, así como patrocinó la investigación de Hans von Ohain para diseñar un motor a reacción o turborreactor, la cual terminó en 1939 con el desarrollo del motor He S3 y dio origen al avión He 178, el primer avión de reacción que voló. No obstante, su primer prototipo explotó, por lo que recurrió a la búsqueda de colaboración con Viktor Schauberger, pero este abandonó su colaboración con Heinkel al poco tiempo. Sin embargo, Heinkel perseveró con sus investigaciones, que culminaron en la construcción con éxito de la primera aeronave propulsada a reacción; su primer vuelo se efectuó el 27 de agosto de 1939.

### Participación en la Alemania Nacionalsocialista
Después de que Adolf Hitler fuera nombrado canciller alemán en 1933, los diseños de la firma de Heinkel formaron una parte vital de la cada vez mayor Luftwaffe, en los años que conducirían a la Segunda Guerra Mundial. Tales conceptos despertaron un cúmulo de opiniones encontradas. Algunos de ellos son los siguientes:
- El avión multipropósito Heinkel He 59 (el cual sirvió como base para el entrenamiento de pilotos de la naciente Luftwaffe)
- El avión postal y militar de comunicaciones Heinkel He 70 "Blitz"
- El hidroavión para minado, reconocimiento y rescate Heinkel He 115
- El bombardero medio He 111 (del cual se construyeron varias versiones, entre ellas, una denominada He 111z Zwilling —gemelo en alemán— que consistía en dos aviones unidos por la sección del ala con el fin de remolcar el planeador gigante Messerschmitt Me 321)
- El bombardero pesado Heinkel He 177 "Greif" (quizá el avión militar más problemático e insatisfactorio de toda la historia militar)
- El caza nocturno He 219 (que en su primera salida sobre los cielos de Holanda derribó seis de los hasta ese momento invulnerables De Havilland Mosquito)
- El avión caza (prototipo) He 280 (el primer avión caza a reacción de la historia)
- El avión caza He 162 "Salamander".

Hacia finales de 1944, en las postrimerías de la guerra, su empresa desarrolló un caza a reacción desechable denominado He 162 ""Salamander" y conocido popularmente como Volksjäger (el caza del pueblo), el cual debería ser producido en cantidades de alrededor de 3000 aparatos mensuales, siendo destinado a ser volado por pilotos extraídos de las Juventudes Hitlerianas; debía de ser sencillo y fácil de fabricar, asimismo ser libre de mantenimiento (si uno no funcionaba, sencillamente se tomaba otro avión). A pesar de la opinión del general Adolf Galland, a quien no le gustó el nuevo avión y sugirió desarrollar en mayor medida el caza ya probado Messerschmitt Me 262, este revolucionario caza se diseñó, desarrolló y entró en producción en tres meses, una cifra de tiempo impensable en otro proyecto de su tiempo o el nuestro, al considerar que el Reich estaba siendo pulverizado por los bombardeos aliados.
Heinkel fue crítico con el Reich, debido en parte a la falta de interés de los políticos alemanes por el desarrollo de tecnologías a mediano y largo plazo. En 1942 el gobierno nacionalizó la fábrica de aviones de Heinkel. En la práctica, esto significó que Heinkel fue detenido hasta que vendió su participación y control en sus fábricas a Hermann Göring, comandante supremo de la Luftwaffe.

### Posguerra
Al final de la guerra Heinkel fue arrestado por los aliados, pero al igual que la mayoría de industriales alemanes, con la excepción de Krupp y Willy Messerschmitt, no fue llevado a juicio por crímenes de guerra, pese a que en sus fábricas se utilizaba mano de obra esclavizada proveniente de los campos de concentración alemanes. No hay claridad en la postura personal de Heinkel frente a la cuestión judía, la cual hacía parte de la política oficial del partido nazi. Al ser puesto en libertad, se le prohibió a su compañía (junto con el resto de la industria de la aviación de Alemania) el producir aviones. Esta se dedicó a la fabricación de automotores, dentro de los que se destacan sus motocicletas. Luego de varios años y múltiples fusiones comerciales, su compañía terminó como parte del consorcio aeroespacial europeo EADS (European Aeronautic Defence and Space Company EADS N.V.).
Su autobiografía, Stürmisches Leben fue publicada en 1956 y traducida al inglés como He1000 en su edición británica y Vida tempestuosa: Las memorias de un pionero del aire de la vieja era en su edición estadounidense.